# مكرم جاد الكريم
مكرم جاد الكريم (1939-2019) مصور فوتغرافي مصري أشتهر بعد تصويره لحضة اغتيال الرئيس المصري محمد أنور السادات اختارته مجلة باري ماتش كأحد أهم عشرة مصورين في القرن العشرين.

## تعريف
ولد مكرم جاد الكريم يوم 28 نوفمبر 1939، نال ديبلوم ليوناردو دافنشى في التصوير 1958-1959. وعمل بعدها كمصور عسكرى بالقوات المسلحة سنوات 1962 - 1963. ثم مصور بجريدة أخبار اليوم سنة 1965. قام بتغطية العديد من الحروب كحرب اليمن وحرب الاستنزاف (1967-1970) وحرب تشاد وحرب الخليج وحرب أكتوبر 1973.
في سنة 1982 قام مكرم جاد الكريم تصوير حادث اغتيال الرئيس السادات وكان وقتها على المنصة الخشبية المخصصة للمصورين وترتفع مسافة متر ونصف المتر إلى الجانب الأيمن للمنصة الشرفية وتمكن بـ 4 كاميرات من التقاط 45 صورة للحدث لحظة بلحظة خلال الهجوم الذي لم يتجاوز الدقيقة، وقد إكتسب مكرم جاد الكريم هذه السرعة من تصويره لمباريات كرة القدم، فلم يكن لديه وقت كبير لتغيير أفلام التصوير، وعندما رأى مكرم جاد الكريم رجال الأمن يصادرون أفلام التصوير من المصورين، أخرج الأفلام من الكاميرات بعد تصويرها بسرعة البرق وأخفاها في الجورب وأعطى أفراد الأمن أفلاما فارغة لينطلق بسرعة إلى جريدة الأخبار التي انفردت في اليوم التالي بصور اغتيال الرئيس السادات ونقلت كل صحف ووكالات أنباء العالم الصور عن جريدة الأخبار، وحتى الآن ظلت هذه الصور المرجع الأول لجميع الوكالات ودور النشر التي تتناول الحدث التاريخي. وحصدت صورة حادثة الاغتيال مجموعة من الجوائز المحلية والدولية أهمها جائزة وورلد برس فوتو، وباعت جريدة الأخبار الصورة لوكالات الأنباء العالمية بنحو 150.000 دولار.
وفي سنة 2001 شارك مكرم جاد الكريم في معرض أعضاء جماعة الرواد للتصوير الضوئى ـ بمركز رامتان.

## الجوائز

### الجوائز المحلية
- جائزة التفوق الصحفى من نقابة الصحفيين المصريين 1981.
- جائزة «وورلد برس فوتو» عن تصوير حادث اغتيال السادات 1982.
- جائزة من نقابة الصحفيين المصريين 1987.
- جائزة من نقابة الصحفيين المصريين 1988.
- جائزة من القوات المسلحة المصرية لافضل صورة صحفية 1993.
- جائزة عن احسن صور صحفية في حرب البوسنة والهرسك 1996 من القوات المسلحة.

### الجوائز الدولية
- فاز بأربع جوائز عالمية في هولندا.
- جائزة من النادى الصحفى الأمريكى فيما وراء البحار.

## وفاته
توفي المصور مكرم جاد الكريم يوم الخميس 4 يوليو 2019 عن عمر 80 سنة في دار الرعاية الملحقة بكنيسة السيدة العذراء بحي الزيتون بالعاصمة المصرية القاهرة.